# Irdlirvirissong
Irdlirvirissong är en figur inom inuitisk mytologi, hos eskimåerna i Nordamerika, i form av en kvinnlig demon som är kusin till månen. Irdlirvirissong uppges ibland uppträda på himlen med dans och clownkonster, men att skratta åt henne kan vara farligt och leda till att man blir uppäten.